# Rupert Svendsen-Cook
Rupert Jack Svendsen-Cook (Ipswich, 17 september 1990) is een Brits autocoureur met Noorse voorouders.

## Career
Na acht jaar in het karting, stapte Svendsen-Cook in 2007 over naar het formuleracing, waar hij voor Team Loctite reed in de Formule BMW UK. Met twee elfde plaatsen op het Snetterton Motor Racing Circuit als beste resultaat eindigde hij als zestiende in het kampioenschap met 178 punten.
In 2008 stapte Svendsen-Cook over naar de Formule BMW Europa, waar hij ging rijden voor Räikkönen Robertson Racing. Met een vijfde plaats op het Autodromo Nazionale Monza als beste resultaat eindigde hij als dertiende in het kampioenschap met 81 punten.
In 2009 reed Svendsen-Cook opnieuw in de Formule BMW Europa voor Räikkönen Robertson Racing. Met twee derde plaatsen op Silverstone als beste resultaat eindigde hij als zesde in het kampioenschap met 165 punten.
In 2010 stapte Svendsen-Cook over naar de Formule 3, waar hij in het Britse Formule 3-kampioenschap reed voor het team Carlin. In de tweede race tijdens zijn eerste raceweekend op Oulton Park wist hij meteen zijn eerste overwinning te halen. Met nog drie andere podiumplaatsen eindigde hij als zevende in het kampioenschap met 131 punten. Ook nam hij deel aan de Masters of Formula 3 voor Carlin, waarin hij als dertiende eindigde.
In 2011 bleef Svendsen-Cook in de Britse Formule 3 rijden voor Carlin. Met overwinningen op Monza en Donington Park eindigde hij als vijfde in het kampioenschap met 191 punten. Opnieuw nam hij ook deel aan de Masters of Formula 3 voor Carlin, waar hij deze keer als vijfde eindigde. Als resultaat van zijn deelname aan de Britse Formule 3 reed hij ook enkele gastraces in de Formule 3 International Trophy, maar was hierin niet puntengerechtigd.
In 2012 reed Svendsen-Cook de laatste twee raceweekenden in de Britse Formule 3, nu voor het team Räikkönen Robertson Racing, dat inmiddels was omgedoopt tot Double R Racing. Met een vijfde plaats op Silverstone als beste resultaat eindigde hij als dertiende in het kampioenschap met 24 punten. Ook nam hij deel aan het raceweekend op Brands Hatch van de Europese F3 Open voor het team Top F3. Met een derde en een vijfde plaats eindigde hij als dertiende in het kampioenschap met 26 punten.
In de winter van 2013 reed Svendsen-Cook de helft van de races in de Indiase MRF Challenge. Hij wist hier echter geen punten te scoren.